# Цвета дьявола
«Цвета дьявола» (фр. Les Couleurs du diable) — франко-итальянский фильм Алена Жессюа 1997 года по роману канадского писателя Жиля Блана. В главных ролях Владек Станчак и Руджеро Раймонди.

## Съемки
Фильм стал последним в карьере французского режиссёра Алена Жессюа. На роль Белиля Жессюа пригласил известного оперного певца Руджеро Раймонди, который к тому моменту снялся в нескольких полнометражных фильмах, причем не только музыкальных (например, в 1984 году он сыграл безумного миллионера в фильме Алена Рене «Жизнь — это роман»). Кроме того, у Раймонди был богатый сценический опыт исполнения ролей злодеев (барон Скарпиа, Мефистофель, Линдорф, Миракль, Дапертутто в «Сказках Гофмана»). Съемки проходили в Риме (на некоторых кадрах можно увидеть Замок Святого Ангела, площадь  Рисорджименто). После выхода на киноэкраны фильм ожидало забвение (вероятно, из-за ограниченного проката, его показывали только во Франции); критиков появление «Цветов дьявола» также не заинтересовало.

## Сюжет
В основе фильма лежит переработанный сюжет романа Блана «Холодные глаза», который, в свою очередь, является парафразом «Фауста», обыгрываемого в детективном ключе.
Молодой художник Николя не слишком успешен, картины плохо продаются, и он вынужден снимать мастерскую вместе с другом, чтобы избежать дополнительных расходов. На выставке он встречает мужчину, Белиля, который проявляет большой интерес к картинам и предлагает сотрудничество: он поможет Николя с деньгами, а также с материалами, но в обмен на это художник должен будет рисовать то, что скажет ему Белиль. Николя соглашается.
Ночью Николя будит телефонный звонок — Белиль предлагает ему приехать в центр, чтобы сфотографировать мужчину, который собирается совершить самоубийство. Николя приезжает и видит, как мужчина прыгает с крыши и разбивается. Это и есть первый сюжет для картины. Белиль просит Николя сделать несколько фотографий жертвы, чтобы картина вышла более реалистичной. Через несколько дней Белиль ведет Николя в стриптиз-клуб, где на их глазах мужчина убивает стриптизершу. Убийство потрясает Николя, он не хочет больше участвовать в подобном, но Белиль утверждает, что только картины, сюжеты которых почерпнуты из реальной жизни, могут принести успех автору.
После одной из выставок Николя начинает интересоваться полиция. Полицейский Марк Лозо подозревает, что люди и преступления, которые он видит на картинах, вовсе не плод воображения художника. Однако Белиль не дает ему довести расследование до конца — он гибнет под колесами поезда; Николя, который шёл на встречу с Марком, видит его смерть. Белиль требует, чтобы художник в своей следующей картине запечатлел эту сцену убийства. Несмотря на свой страх, Николя рисует то, что требует Белиль.
Друзья Николя начинают замечать, что с ним происходит что-то странное, и виновником этих изменений выступает его новый знакомый, посланник темных сил. В конце концов, Николя порывает со своими друзьями и переезжает в студию, которую снял для него Белиль.
В один из дней, когда Николя работает в студии, к нему приходит девушка, Валери, с которой он познакомился в баре. Неожиданно Николя охватывает сильное желание убить её. Он пытается задушить Валери, но в последний момент что-то останавливает его: Николя чувствует, что кто-то следит за ним из окна напротив. Художник понимает, что наблюдавший — Белиль, и что именно влияние и власть Белиля заставляют его совершать грязные поступки. Николя пытается объясниться с Белилем, но тот настаивает, что новый образ жизни художника, сцены убийств, свидетелем которых он становится и в которых находит вдохновение, — это то, что ему нужно, чтобы добиться успеха.
На следующий после происшествия день в студию Николя приходит полиция, которая подозревает его в убийстве Лозо, но Николя удается вырваться; около дома его ждет Белиль в спорткаре. Он помогает Николя бежать и уговаривает и дальше рисовать сцены, вдохновленные преступлениями. Но Николя отказывается и просит высадить его на дороге. Белиль негодует, но выполняет просьбу Николя. Как только Белиль исчезает, изображения на картинах, сделанные Николя, также исчезают.

## В ролях
- Вадек Станчак — Николя
- Руджеро Раймонди — Белиль
- Лука Дзингаретти — Марк Лозо
- Изабель Паско — Валери